# MYこれ!クション おニャン子クラブBEST
『MYこれ!クション おニャン子クラブBEST』（マイこれ!クション おニャンこクラブベスト）は、おニャン子クラブのベスト・アルバム。2001年12月5日発売。発売元はポニーキャニオン。規格品番はPCCA-01613。

## 解説
ポニーキャニオンから単独でシリーズ化されている『MYこれ!クション』の1作としてリリースされた作品で、1980年代に発売した全シングルA面曲が収録されたほか、ファンに人気の高いアルバム曲や、全部で3パターンあるスタジオ録音版「会員番号の唄」シリーズが網羅された。デジタル・リマスタリングが実施され、音質が向上している。
同時に、おニャン子クラブ関連歌手 "うしろゆびさされ組" "うしろ髪ひかれ隊" "工藤静香" のベストも発売された。
2007年には、『MYこれ!』をさらに発展させた『「おニャン子クラブ」SINGLESコンプリート』が発売されている。こちらでは、2002年11月20日に発売された15年ぶりのシングル「ショーミキゲン」も含め、全シングルのA・B面曲が完全収録された。

## 収録曲
1. セーラー服を脱がさないで（3:44）
  - 作詞: 秋元康 、作曲・編曲: 佐藤準
2. およしになってねTEACHER（3:08）
  - 作詞: 秋元康 、作曲・編曲: 佐藤準
3. じゃあね（3:52）
  - 作詞: 秋元康 、作曲: 高橋研 、編曲: 佐藤準
  - 中島美春をメーンにした、同グループ最大のヒット曲[1]。
4. おっとCHIKAN!（3:12）
  - 作詞: 秋元康 、作曲: 長沢ヒロ 、編曲: 山川恵津子
5. お先に失礼（3:50）
  - 作詞: 秋元康 、作曲・編曲: 後藤次利
  - 主演映画『おニャン子ザ・ムービー 危機イッパツ!』主題歌
6. 恋はくえすちょん（3:12）
  - 作詞: 秋元康、作曲・編曲: 見岳章
  - テレビアニメ『あんみつ姫』主題歌
7. NO MORE 恋愛ごっこ（3:45）
  - 作詞: 秋元康 、作曲・編曲: 後藤次利
8. かたつむりサンバ（4:09）
  - 作詞: 秋元康 、作曲・編曲: 後藤次利
  - この曲で初めてソロパートを務めたメンバーに工藤静香（会員番号38番）がいた[2]。
9. ウェディングドレス（4:14）
  - 作詞: 秋元康 、作曲: 高橋研 、編曲: 佐藤準
  - 1980年代のラスト・シングル。オリコンヒットチャートでは2位を獲得した。
10. 真赤な自転車（3:08）
  - 作詞: 秋元康 、作曲: 高橋研 、編曲: 佐藤準
11. 早口言葉でサヨナラを（3:25）
  - 作詞: 秋元康 、作曲・編曲: 佐藤準
12. 夏休みは終わらない（4:13）
  - 作詞: 秋元康 、作曲: 高橋研 、編曲: 佐藤準
13. 会員番号の唄（7:20）
  - 作詞: 秋元康 、作曲・編曲: 見岳章
  - 吉沢秋絵のシングル・レコード「季節はずれの恋」（1986.6.1）の片面に収録。
  - 会員番号4番・新田恵利から、33番・布川智子までの自己紹介ソング。
14. 新・会員番号の唄（7:23）
  - 作詞: 遠藤察男 、作曲・編曲: 見岳章
  - 吉沢秋絵のシングル・レコード「鏡の中の私」（1986.9.10）の片面に収録。
  - 会員番号4番・新田恵利から、40番・生稲晃子までの自己紹介ソング。
15. 新・新会員番号の唄（8:49）
  - 作詞: 遠藤察男 、作曲・編曲: 見岳章
  - 会員番号6番・樹原亜紀から、47番・山森由里子までの自己紹介ソング。
16. あなただけおやすみなさい（Single Version）（5:08）
  - 作詞: 秋元康 、作曲: 高橋研 、編曲: 佐藤準
  - シングル「NO MORE 恋愛ごっこ」のB面曲。

## 関連作品
- 「おニャン子クラブ」SINGLESコンプリート
- MYこれ!クション うしろゆびさされ組BEST
- MYこれ!クション うしろ髪ひかれ隊BEST
- MYこれ!クション 工藤静香BEST
- MYこれ!クション 福永恵規BEST
- MYこれ!クション 高井麻巳子BEST
- MYこれ!クション 内海和子BEST